# Gaston Reiff
Gaston Étienne Ghislaine Reiff (24. února 1921 Braine-l'Alleud – 6. května 1992 tamtéž) byl belgický atlet, běžec na dlouhé tratě, olympijský vítěz v běhu na 5000 metrů z roku 1948.
V mládí začínal s boxem a fotbalem, později se orientoval na atletiku. Jeho první mezinárodní úspěch bylo 6. místo na mistrovství Evropy v běhu na 5 000 metrů v roce 1946.
Životního úspěchu dosáhl na olympiádě v Londýně v roce 1948, když vyhrál v běhu na 5000 metrů. Ve finále běžel stále v čelní skupině, tři kola před cílem získal náskok až 30 metrů. Tuto ztrátu začal snižovat v cílové rovince Emil Zátopek, Reiff ho ale o dvě destiny sekundy porazil.
Dne 9. září 1948 vytvořil světový rekord v běhu na 2000 metrů časem 5:07,0. Následující sezónu, 12. srpna 1949, jako první v historii zaběhl 3000 metrů pod 8 minut (7:58,7). Svůj třetí světový rekord zaběhl 26. srpna 1952 na trati 2 míle, jeho čas byl 8:40,4. Ve všech třech případech vylepšil světové rekordy Gundera Hägga.
Na mistrovství Evropy v Bruselu v roce 1950 vybojoval bronzovou medaili v běhu na 5000 metrů. Olympijské finále na stejné trati v Helsinkách v roce 1952 nedokončil. Během své kariéry získal 24 titulů mistra Belgie a 26krát vylepšil národní rekordy na různých běžeckých tratích. V roce 1951 byl držitelem belgických rekordů v bězích od 1000 do 10 000 metrů.